# Schnüröse

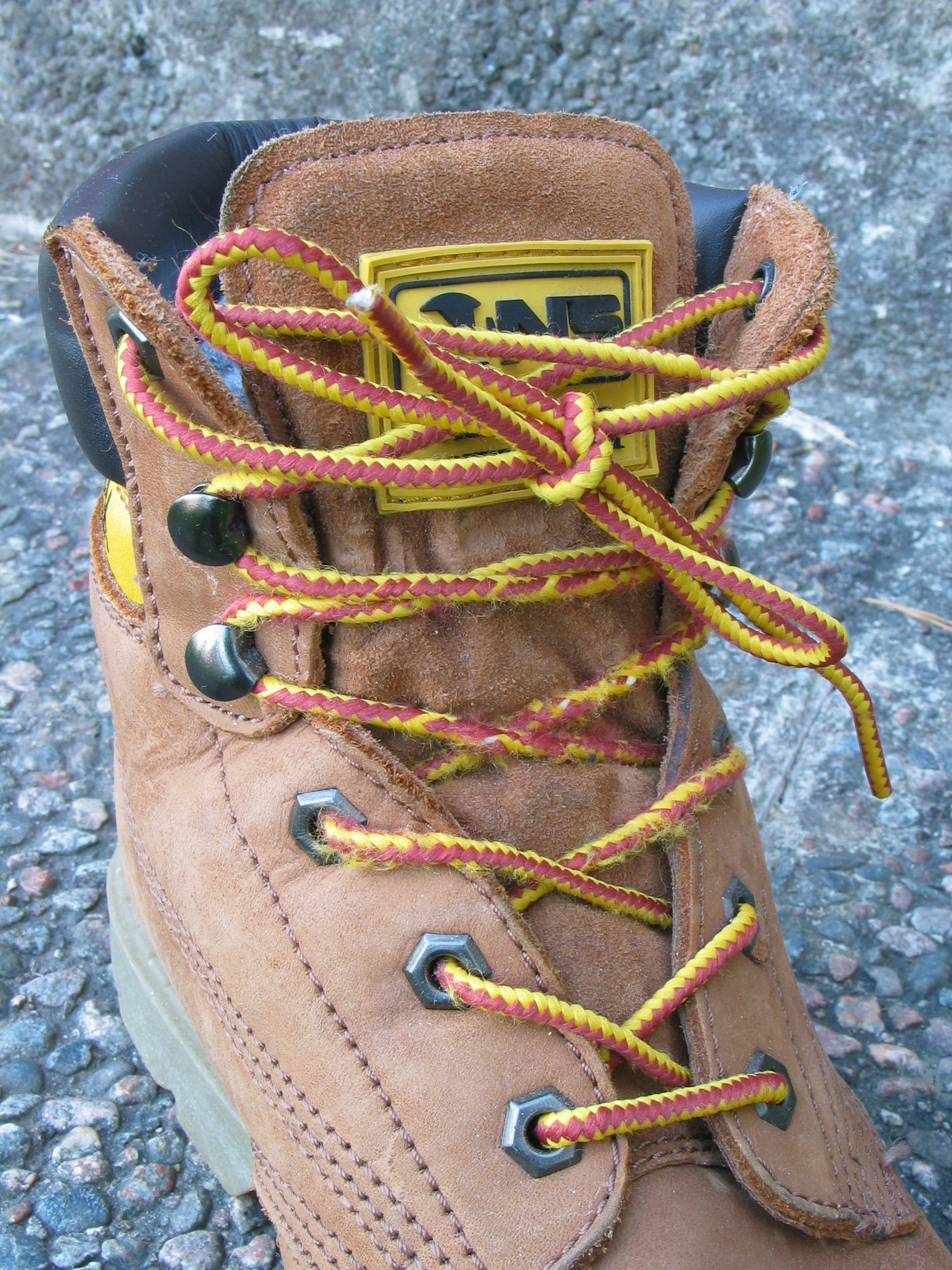
Lederhalbstiefel mit zwei verschieden ausgeformten Schnürösen: ringförmig (außen sechseckig) und hakenförmig

Als Schnüröse wird eine Ösenart bezeichnet, die dem Verschließen vor allem von Schuhen, aber auch von Kleidungsstücken  und anderen Stoffen mittels der sogenannten Schnürung dient. Schnürösen verstärken die für die Verschnürung benötigten Löcher in den jeweiligen Materialien und vermindern die Gefahr des Ausreißens. Sie bestehen aus Metall oder Kunststoff und sind in verschiedenen Ausformungen bekannt, wobei meistens ringförmige und in geringerem Umfang auch hakenförmige Ösen verwendet werden.
Beim Einsatz bei Schuhen ist teils auch die Bezeichnung Schnürsenkelöse gebräuchlich.

## Prinzip
Schnürösen müssen in den beiden zu verbindenden Schuh- oder Kleidungsteilen etc. immer paarweise vorhanden sein, um überhaupt eine Schnürung zu ermöglichen, und werden deshalb in der Regel einander gegenüberliegend angeordnet.
Das Verschließen erfolgt bei der Schnürung mit Hilfe von durch die Schnürösen wechselseitig hindurchgeführten Bändern oder Schnüren, wie zum Beispiel bei Schuhen mit jeweils einem Schnürsenkel pro einzelnem Schuh.

## Geschichte
Aufgrund der auftretenden Zugkräfte besteht bei Löchern in Schuhen, Kleidung, Leder und anderen Stoffen, die zum Zwecke des Verschließens ausgebildet werden, oft die Gefahr des Einreißens. Hierbei spielen auch die Häufigkeit der Vornahme des Schnürungsverschlusses, die dauernde und wechselnde Belastung beim Tragen von verschnürten Schuhen oder Kleidungsstücken etc. sowie deren Materialbeschaffenheit und -dicke eine Rolle. Die „Schnürlöcher“ wurden deshalb schon früh mit Materialverstärkungen und textilen Randverstärkungen ähnlich wie bei Knopflöchern ausgestattet. 1828 wurden metallene Schnürösen erfunden, die anfangs vor allem bei Korsetts zum Einsatz kamen.
Im Zuge der aufkommenden Industrialisierung fanden ab etwa Mitte des 19. Jahrhunderts sowohl die Entwicklung von speziellen Stanzmaschinen zur Herstellung von Schnürösen als auch Herstellung und Vertrieb von Schnürösen als reguläre Handelsware durch Manufakturen statt, was durch Ausstellungsbeteiligungen wie zum Beispiel bei der Allgemeinen Deutschen Gewerbe-Ausstellung 1844 in Berlin oder bei der Weltausstellung 1873 in Wien belegt werden kann.
Früher wurde, insbesondere im Rheinischen sowie als Fachbegriff der Bandwirker, für Schnürösen teils auch die Bezeichnung Öllet verwendet, die sich an die französische Bezeichnung œillet métallique anlehnt.
Schnürösen werden meistens in Ringform und teils auch in Hakenform (sogenannte "Schuhhaken") ausgebildet und eingesetzt; andersartige Sonderformen sind eher selten. Sie müssen sowohl auf die zu verschließenden Schuhe oder Kleidungsstücke etc. abgestimmt sein als auch auf die vorgesehenen Bänder oder Schnüre, wie zum Beispiel den zum Schuh passenden Schnürsenkel. Dies betrifft vor allem die Ausformung und Größe der Schnürösen, insbesondere Innendurchmesser, sowie deren Oberflächenbeschaffenheit, Haltbarkeit und Dauerbelastbarkeit. Eine Normung von Schnürösen gibt es nicht; es haben sich aber je nach Hersteller und Fachhandelsbedarf einige Standardausformungen, -größen und -farben herausgebildet.

## Verwendung
In heutiger Zeit sind Schnürösen hauptsächlich bei Schnürschuhen und -stiefeln, die durch Schnürung mit Schnürsenkeln verschlossen werden, gebräuchlich. Außerdem sind sie anzutreffen bei geschnürten Verbindungen an körperformenden Kleidungsstücken, die großer Zugkraft standhalten müssen, wie bei Miedern und Korsetts, sowie bei meist als optischer Akzent eingesetzten Schnürungen bei Trachtkleidung, Trachtenmode und anderer Oberbekleidung.
Schnürösen werden auch bei anderen Einsatzzwecken verwendet, bei denen Verbindung und Zusammenhalt von oder mit meist flexiblen Stoffen mittels Schnürung erfolgen, wie zum Beispiel bei Abdeck- und LKW-Planen oder Zeltbahnen.

## Trivia
Zu eleganten Schnürschuhen, besonders der Herrengarderobe, gehören Ösen, niemals Haken, farblich passend zum Oberleder. An Schuhen und Stiefeln sind Haken wegen ihrer schnellen Handhabung sehr beliebt (es entfällt das Ein- und Ausfädeln). Haken können jedoch auch Verwundungen verursachen, zudem besteht die Gefahr, dass sie sich in Leinen oder Schnüren verfangen. Stiefel für Fallschirmspringer haben stets Schnürösen statt Haken. Auch Stiefel für Fischer (Netze!) und Angler haben vorteilhafter Ösen statt Haken.
Ein gut passender Schnürschuh oder -stiefel ist daran erkennbar, dass nach der Schnürung die Reihen der Schnürösen parallel zueinander verlaufen, da das Obermaterial des Schuhs dann passgenau den Fuß umschließt.

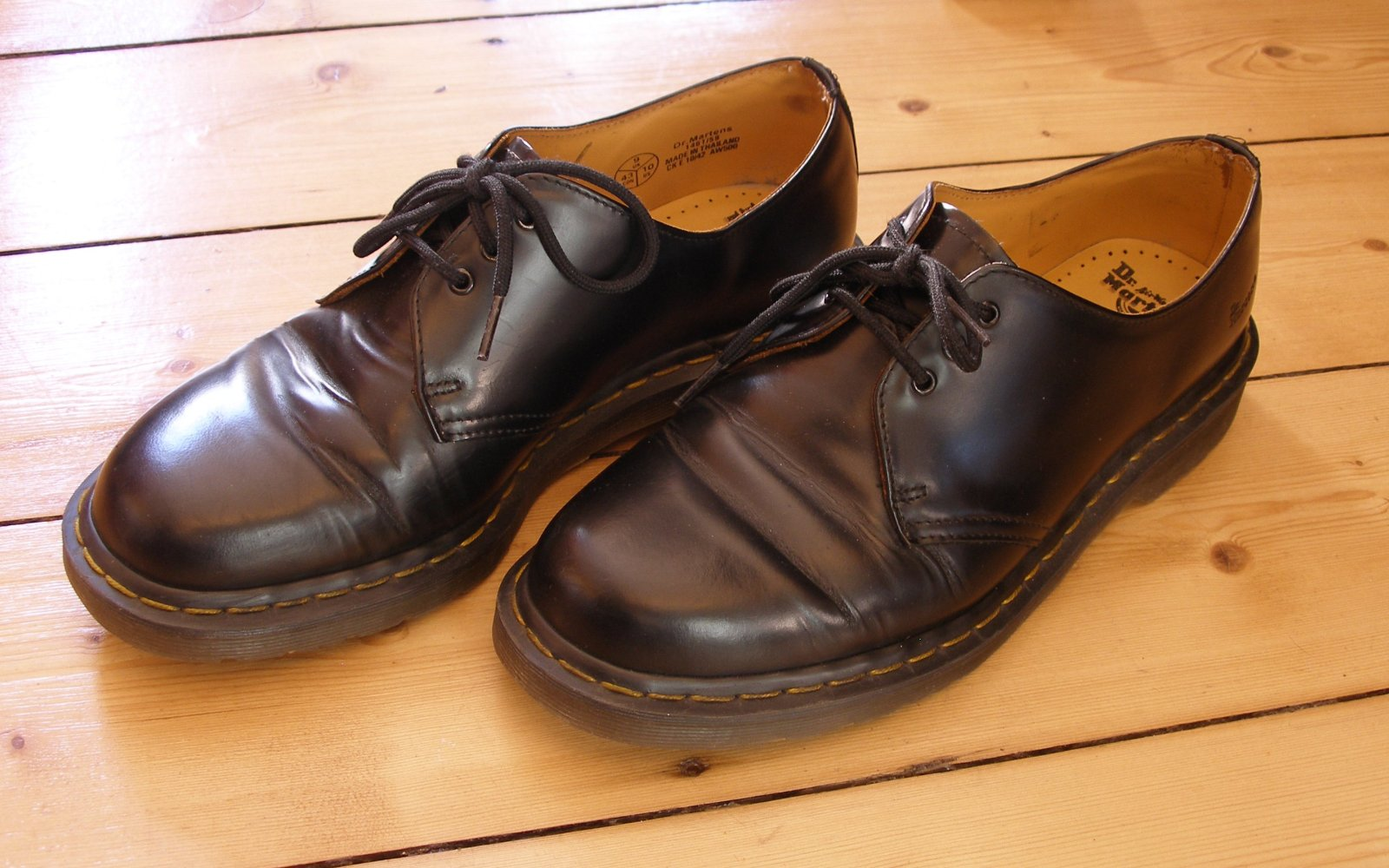
Ringförmige Schnürösen bei Halbschuhen der Marke Doc Martens
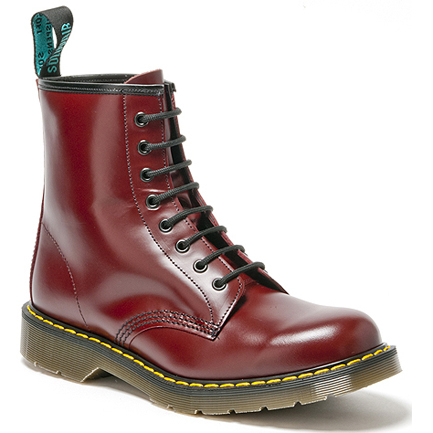
Ringförmige Schnürösen bei einem Stiefel („Boot“) der britischen Marke Solovair
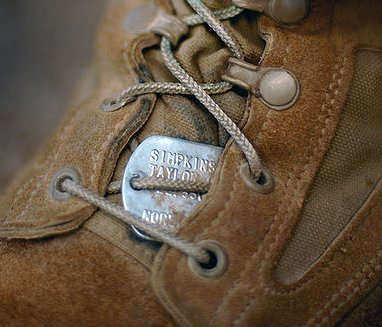
US-amerikanischer Kampfstiefel mit zwei verschieden ausgeformten Schnürösen
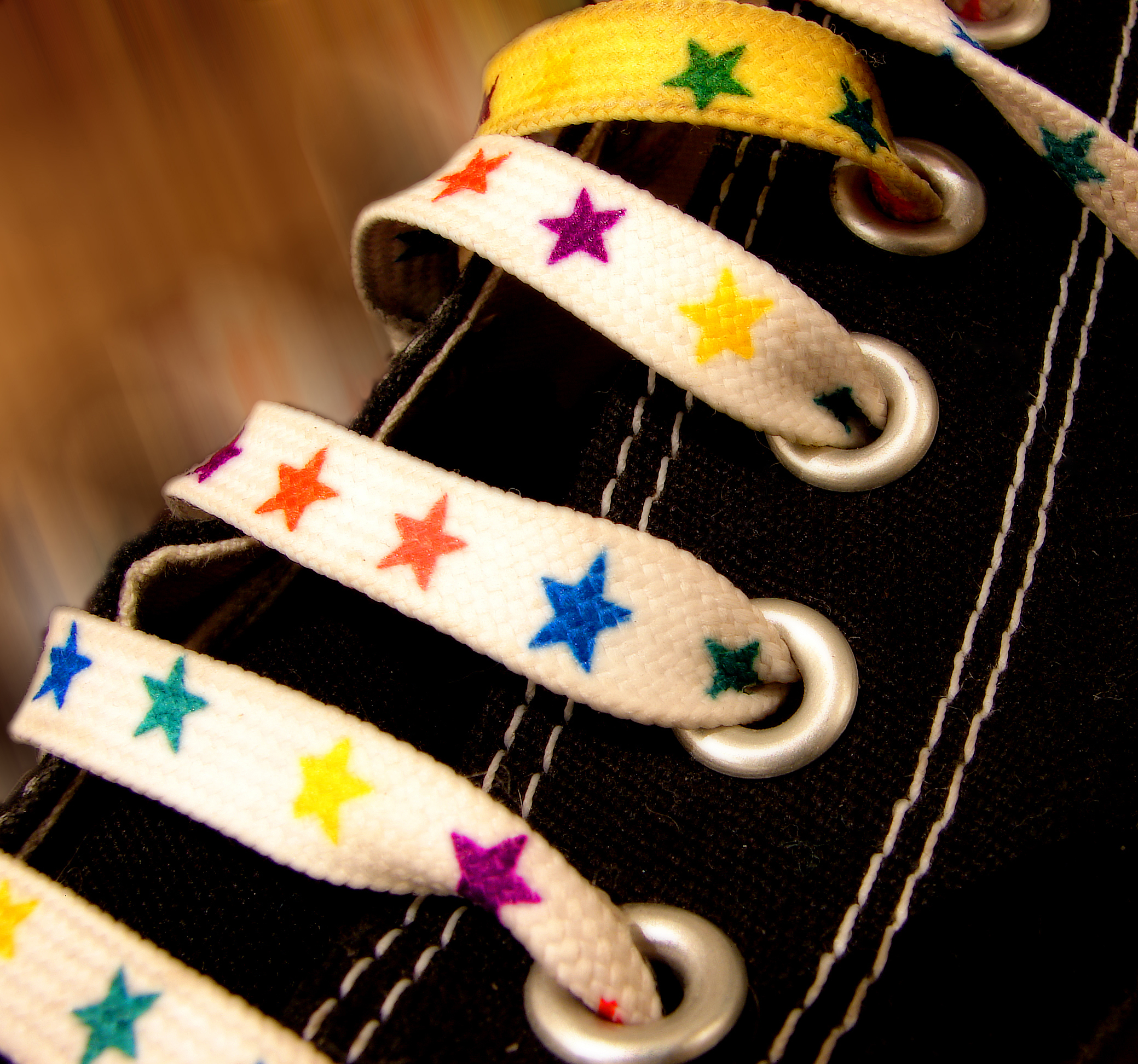
Ringförmige Schnürösen bei einem Chuck-Textilschuh des Sportartikelanbieters Converse
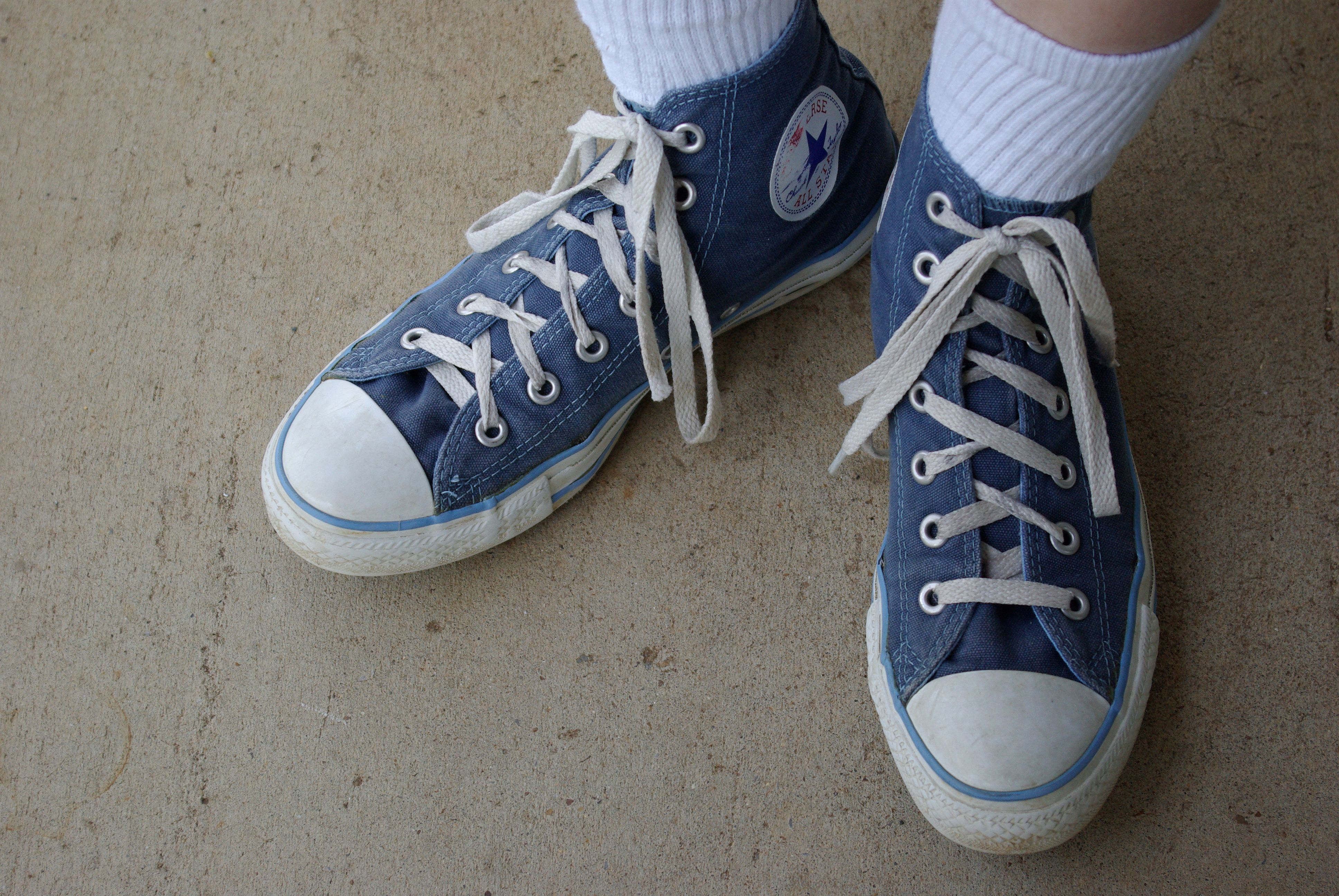
Fertig geschnürte Schuhe mit parallel verlaufenden Schnürösen-Reihen (hier bei einem Paar Chucks)
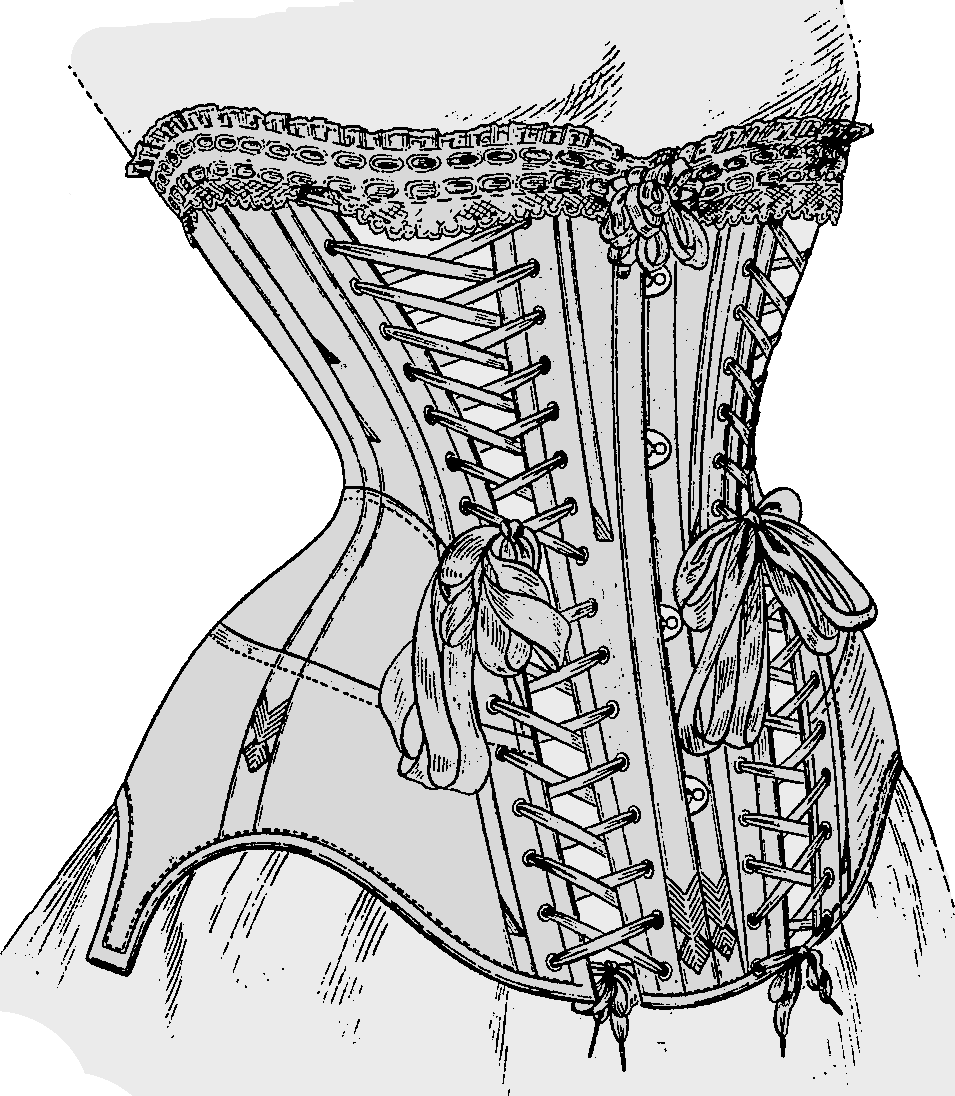
Metallene Schnürösen wurden zuerst bei Korsetts eingesetzt (hier bei einem patentierten US-Modell von 1907)
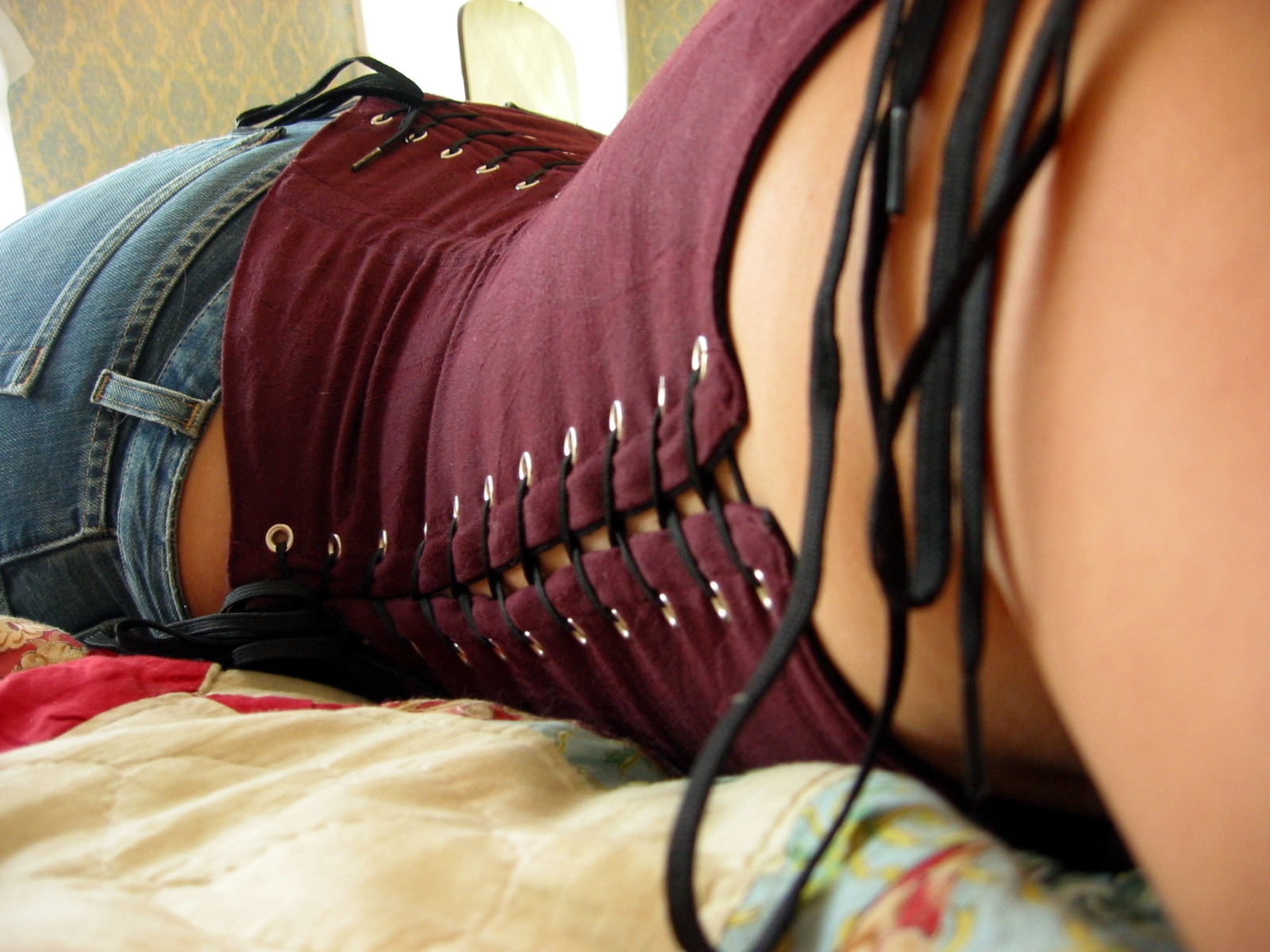
Ringförmige Schnürösen bei einem Mieder mit dekorativer Schnürung
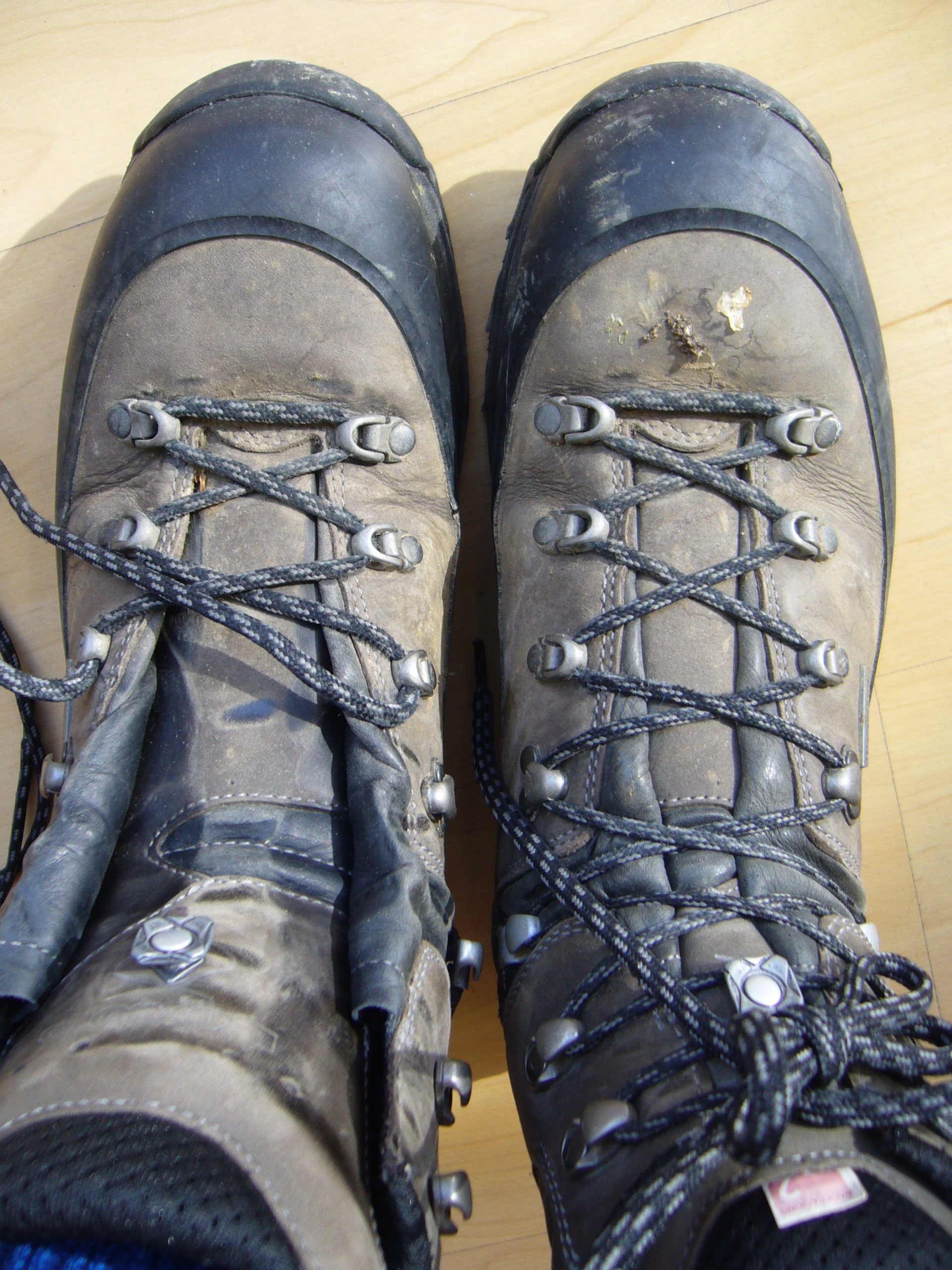
Bergschuhe, einmal offen und einmal geschnürt